# Liste des planètes mineures (671001-672000)
Voici la liste des planètes mineures numérotées de 671001 à 672000. Les planètes mineures sont numérotées lorsque leur orbite est confirmée, ce qui peut parfois se produire longtemps après leur découverte. Elles sont classées ici par leur numéro.

## Planètes mineures 671001 à 672000
- (671001) 2014 EV51
- (671002) 2014 EC52
- (671003) 2014 EM52
- (671004) 2014 EY53
- (671005) 2014 EA60
- (671006) 2014 EM60
- (671007) 2014 EQ62
- (671008) 2014 EG68
- (671009) 2014 ET68
- (671010) 2014 EQ72
- (671011) 2014 EV72
- (671012) 2014 EZ73
- (671013) 2014 ES74
- (671014) 2014 EU89
- (671015) 2014 EF98
- (671016) 2014 EQ99
- (671017) 2014 ED101
- (671018) 2014 EV105
- (671019) 2014 EQ108
- (671020) 2014 EU113
- (671021) 2014 EP114
- (671022) 2014 ET114
- (671023) 2014 EC116
- (671024) 2014 EK118
- (671025) 2014 ET118
- (671026) 2014 EU120
- (671027) 2014 EF131
- (671028) 2014 EX132
- (671029) 2014 EB137
- (671030) 2014 EH143
- (671031) 2014 EB150
- (671032) 2014 EZ155
- (671033) 2014 EN166
- (671034) 2014 EW183
- (671035) 2014 EN184
- (671036) 2014 EB188
- (671037) 2014 EQ195
- (671038) 2014 EO205
- (671039) 2014 EM219
- (671040) 2014 EQ220
- (671041) 2014 EY222
- (671042) 2014 ES223
- (671043) 2014 ER225
- (671044) 2014 EO231
- (671045) 2014 ED233
- (671046) 2014 EQ239
- (671047) 2014 EG244
- (671048) 2014 EC246
- (671049) 2014 EY249
- (671050) 2014 EF250
- (671051) 2014 ES252
- (671052) 2014 EO255
- (671053) 2014 EL256
- (671054) 2014 EO256
- (671055) 2014 FT4
- (671056) 2014 FU4
- (671057) 2014 FL6
- (671058) 2014 FK7
- (671059) 2014 FE10
- (671060) 2014 FY11
- (671061) 2014 FW12
- (671062) 2014 FX12
- (671063) 2014 FR13
- (671064) 2014 FD14
- (671065) 2014 FK14
- (671066) 2014 FT15
- (671067) 2014 FE25
- (671068) 2014 FW28
- (671069) 2014 FE31
- (671070) 2014 FD38
- (671071) 2014 FF38
- (671072) 2014 FA39
- (671073) 2014 FT43
- (671074) 2014 FN45
- (671075) 2014 FJ46
- (671076) 2014 FP47
- (671077) 2014 FQ49
- (671078) 2014 FC58
- (671079) 2014 FY62
- (671080) 2014 FJ63
- (671081) 2014 FY63
- (671082) 2014 FU64
- (671083) 2014 FA65
- (671084) 2014 FZ65
- (671085) 2014 FK66
- (671086) 2014 FT68
- (671087) 2014 FY71
- (671088) 2014 FB72
- (671089) 2014 FF73
- (671090) 2014 FE77
- (671091) 2014 FF77
- (671092) 2014 FJ77
- (671093) 2014 FS77
- (671094) 2014 FB78
- (671095) 2014 FF79
- (671096) 2014 FN79
- (671097) 2014 FL80
- (671098) 2014 FH81
- (671099) 2014 FP84
- (671100) 2014 FO89
- (671101) 2014 GO1
- (671102) 2014 GL7
- (671103) 2014 GK11
- (671104) 2014 GP12
- (671105) 2014 GC16
- (671106) 2014 GM16
- (671107) 2014 GY16
- (671108) 2014 GK20
- (671109) 2014 GM21
- (671110) 2014 GX24
- (671111) 2014 GN25
- (671112) 2014 GW25
- (671113) 2014 GN27
- (671114) 2014 GJ28
- (671115) 2014 GF30
- (671116) 2014 GD32
- (671117) 2014 GQ32
- (671118) 2014 GV32
- (671119) 2014 GL42
- (671120) 2014 GU43
- (671121) 2014 GD48
- (671122) 2014 GK48
- (671123) 2014 GZ48
- (671124) 2014 GY49
- (671125) 2014 GL50
- (671126) 2014 GG51
- (671127) 2014 GX54
- (671128) 2014 GL55
- (671129) 2014 GB60
- (671130) 2014 GP61
- (671131) 2014 GA62
- (671132) 2014 GF62
- (671133) 2014 GJ62
- (671134) 2014 GN63
- (671135) 2014 GE64
- (671136) 2014 GU64
- (671137) 2014 GD65
- (671138) 2014 GR65
- (671139) 2014 GY65
- (671140) 2014 GB66
- (671141) 2014 GQ66
- (671142) 2014 GV66
- (671143) 2014 GF69
- (671144) 2014 GX69
- (671145) 2014 GQ70
- (671146) 2014 GA72
- (671147) 2014 GB72
- (671148) 2014 GJ73
- (671149) 2014 GP74
- (671150) 2014 GQ74
- (671151) 2014 GR77
- (671152) 2014 GL79
- (671153) 2014 GN80
- (671154) 2014 GJ83
- (671155) 2014 GN83
- (671156) 2014 GP84
- (671157) 2014 GV86
- (671158) 2014 GY86
- (671159) 2014 GX89
- (671160) 2014 HR2
- (671161) 2014 HB4
- (671162) 2014 HU6
- (671163) 2014 HW6
- (671164) 2014 HG8
- (671165) 2014 HH8
- (671166) 2014 HR9
- (671167) 2014 HS10
- (671168) 2014 HH11
- (671169) 2014 HR11
- (671170) 2014 HW12
- (671171) 2014 HG16
- (671172) 2014 HA21
- (671173) 2014 HC21
- (671174) 2014 HM21
- (671175) 2014 HJ24
- (671176) 2014 HY25
- (671177) 2014 HF26
- (671178) 2014 HE30
- (671179) 2014 HR30
- (671180) 2014 HN31
- (671181) 2014 HC35
- (671182) 2014 HE37
- (671183) 2014 HG39
- (671184) 2014 HC41
- (671185) 2014 HR41
- (671186) 2014 HF42
- (671187) 2014 HG44
- (671188) 2014 HT44
- (671189) 2014 HM45
- (671190) 2014 HJ46
- (671191) 2014 HP46
- (671192) 2014 HR46
- (671193) 2014 HR49
- (671194) 2014 HS68
- (671195) 2014 HZ73
- (671196) 2014 HC76
- (671197) 2014 HX81
- (671198) 2014 HG87
- (671199) 2014 HU87
- (671200) 2014 HN91
- (671201) 2014 HB92
- (671202) 2014 HF93
- (671203) 2014 HV98
- (671204) 2014 HP99
- (671205) 2014 HB103
- (671206) 2014 HF111
- (671207) 2014 HX114
- (671208) 2014 HF115
- (671209) 2014 HX115
- (671210) 2014 HE116
- (671211) 2014 HB118
- (671212) 2014 HF123
- (671213) 2014 HG128
- (671214) 2014 HQ128
- (671215) 2014 HY129
- (671216) 2014 HY130
- (671217) 2014 HK132
- (671218) 2014 HH134
- (671219) 2014 HQ138
- (671220) 2014 HC140
- (671221) 2014 HV140
- (671222) 2014 HV146
- (671223) 2014 HD148
- (671224) 2014 HB149
- (671225) 2014 HJ153
- (671226) 2014 HL159
- (671227) 2014 HL160
- (671228) 2014 HH162
- (671229) 2014 HB163
- (671230) 2014 HC164
- (671231) 2014 HK167
- (671232) 2014 HK168
- (671233) 2014 HW169
- (671234) 2014 HY169
- (671235) 2014 HD171
- (671236) 2014 HZ174
- (671237) 2014 HA175
- (671238) 2014 HM175
- (671239) 2014 HF179
- (671240) 2014 HO180
- (671241) 2014 HA181
- (671242) 2014 HM182
- (671243) 2014 HR184
- (671244) 2014 HK186
- (671245) 2014 HW186
- (671246) 2014 HD187
- (671247) 2014 HU189
- (671248) 2014 HP191
- (671249) 2014 HR194
- (671250) 2014 HO195
- (671251) 2014 HB204
- (671252) 2014 HD206
- (671253) 2014 HV207
- (671254) 2014 HD208
- (671255) 2014 HE212
- (671256) 2014 HB213
- (671257) 2014 HF214
- (671258) 2014 HL216
- (671259) 2014 HB222
- (671260) 2014 HP222
- (671261) 2014 HM223
- (671262) 2014 HU227
- (671263) 2014 HC237
- (671264) 2014 HL256
- (671265) 2014 HC257
- (671266) 2014 HX288
- (671267) 2014 HU293
- (671268) 2014 HJ296
- (671269) 2014 HK297
- (671270) 2014 HU307
- (671271) Richardadsouza
- (671272) 2014 JC
- (671273) 2014 JE1
- (671274) 2014 JX1
- (671275) 2014 JH2
- (671276) 2014 JR3
- (671277) 2014 JB5
- (671278) 2014 JS5
- (671279) 2014 JL8
- (671280) 2014 JY9
- (671281) 2014 JH10
- (671282) 2014 JT12
- (671283) 2014 JZ12
- (671284) 2014 JX13
- (671285) 2014 JA15
- (671286) 2014 JR15
- (671287) 2014 JA16
- (671288) 2014 JS20
- (671289) 2014 JX20
- (671290) 2014 JG21
- (671291) 2014 JZ21
- (671292) 2014 JC25
- (671293) 2014 JJ25
- (671294) 2014 JO25
- (671295) 2014 JW25
- (671296) 2014 JX26
- (671297) 2014 JD29
- (671298) 2014 JO34
- (671299) 2014 JY38
- (671300) 2014 JZ38
- (671301) 2014 JG41
- (671302) 2014 JY42
- (671303) 2014 JH43
- (671304) 2014 JY44
- (671305) 2014 JL46
- (671306) 2014 JB48
- (671307) 2014 JF48
- (671308) 2014 JK51
- (671309) 2014 JM52
- (671310) 2014 JJ54
- (671311) 2014 JP54
- (671312) 2014 JZ55
- (671313) 2014 JJ56
- (671314) 2014 JL56
- (671315) 2014 JP56
- (671316) 2014 JA57
- (671317) 2014 JW58
- (671318) 2014 JM61
- (671319) 2014 JO62
- (671320) 2014 JG63
- (671321) 2014 JQ63
- (671322) 2014 JJ67
- (671323) 2014 JA72
- (671324) 2014 JS72
- (671325) 2014 JJ73
- (671326) 2014 JP73
- (671327) 2014 JN75
- (671328) 2014 JR75
- (671329) 2014 JP76
- (671330) 2014 JD79
- (671331) 2014 JZ79
- (671332) 2014 JQ82
- (671333) 2014 JX83
- (671334) 2014 JO84
- (671335) 2014 JH85
- (671336) 2014 JR85
- (671337) 2014 JT85
- (671338) 2014 JW85
- (671339) 2014 JY89
- (671340) 2014 JC90
- (671341) 2014 JH92
- (671342) 2014 JV100
- (671343) 2014 JW102
- (671344) 2014 JE105
- (671345) 2014 JH105
- (671346) 2014 JO106
- (671347) 2014 JV106
- (671348) 2014 JM107
- (671349) 2014 JA108
- (671350) 2014 JO108
- (671351) 2014 JT108
- (671352) 2014 JR111
- (671353) 2014 JA119
- (671354) 2014 JY124
- (671355) 2014 JG127
- (671356) 2014 JK127
- (671357) 2014 KT2
- (671358) 2014 KE4
- (671359) 2014 KA7
- (671360) 2014 KM7
- (671361) 2014 KJ8
- (671362) 2014 KH13
- (671363) 2014 KY14
- (671364) 2014 KW15
- (671365) 2014 KD16
- (671366) 2014 KY20
- (671367) 2014 KM21
- (671368) 2014 KS25
- (671369) 2014 KA29
- (671370) 2014 KZ29
- (671371) 2014 KR30
- (671372) 2014 KA31
- (671373) 2014 KC31
- (671374) 2014 KJ31
- (671375) 2014 KO33
- (671376) 2014 KL34
- (671377) 2014 KP34
- (671378) 2014 KJ37
- (671379) 2014 KK38
- (671380) 2014 KW38
- (671381) 2014 KA39
- (671382) 2014 KC40
- (671383) 2014 KH44
- (671384) 2014 KX44
- (671385) 2014 KM45
- (671386) 2014 KL47
- (671387) 2014 KT48
- (671388) 2014 KE49
- (671389) 2014 KN50
- (671390) 2014 KT50
- (671391) 2014 KD52
- (671392) 2014 KN52
- (671393) 2014 KU53
- (671394) 2014 KF54
- (671395) 2014 KG57
- (671396) 2014 KT57
- (671397) 2014 KW58
- (671398) 2014 KB59
- (671399) 2014 KW60
- (671400) 2014 KN64
- (671401) 2014 KO64
- (671402) 2014 KY67
- (671403) 2014 KC69
- (671404) 2014 KA70
- (671405) 2014 KV72
- (671406) 2014 KT74
- (671407) 2014 KF75
- (671408) 2014 KR75
- (671409) 2014 KN77
- (671410) 2014 KW78
- (671411) 2014 KF79
- (671412) 2014 KG79
- (671413) 2014 KY82
- (671414) 2014 KG86
- (671415) 2014 KB89
- (671416) 2014 KR89
- (671417) 2014 KZ90
- (671418) 2014 KX91
- (671419) 2014 KF92
- (671420) 2014 KG95
- (671421) 2014 KK95
- (671422) 2014 KN95
- (671423) 2014 KU97
- (671424) 2014 KC100
- (671425) 2014 KU105
- (671426) 2014 KM106
- (671427) 2014 KS106
- (671428) 2014 KV106
- (671429) 2014 KP107
- (671430) 2014 KS107
- (671431) 2014 KO108
- (671432) 2014 KC110
- (671433) 2014 KS111
- (671434) 2014 KX111
- (671435) 2014 KC112
- (671436) 2014 KM113
- (671437) 2014 KV113
- (671438) 2014 KO114
- (671439) 2014 KF115
- (671440) 2014 KP117
- (671441) 2014 KR117
- (671442) 2014 KT117
- (671443) 2014 KD119
- (671444) 2014 KU125
- (671445) 2014 KH127
- (671446) 2014 KC129
- (671447) 2014 KW129
- (671448) 2014 KP141
- (671449) 2014 LD2
- (671450) 2014 LC7
- (671451) 2014 LG7
- (671452) 2014 LH7
- (671453) 2014 LQ8
- (671454) 2014 LS9
- (671455) 2014 LB12
- (671456) 2014 LZ13
- (671457) 2014 LH17
- (671458) 2014 LR17
- (671459) 2014 LZ19
- (671460) 2014 LB20
- (671461) 2014 LC20
- (671462) 2014 LU20
- (671463) 2014 LY23
- (671464) 2014 LQ24
- (671465) 2014 LR24
- (671466) 2014 LS25
- (671467) 2014 LO28
- (671468) 2014 LQ28
- (671469) 2014 LF29
- (671470) 2014 LN30
- (671471) 2014 LP30
- (671472) 2014 LV32
- (671473) 2014 LK37
- (671474) 2014 LU37
- (671475) 2014 LC39
- (671476) 2014 ML
- (671477) 2014 MF1
- (671478) 2014 MH4
- (671479) 2014 MG10
- (671480) 2014 MT10
- (671481) 2014 MP11
- (671482) 2014 MM12
- (671483) 2014 MK13
- (671484) 2014 MA16
- (671485) 2014 MQ16
- (671486) 2014 MK17
- (671487) 2014 MG21
- (671488) 2014 MN23
- (671489) 2014 MQ23
- (671490) 2014 MR23
- (671491) 2014 MM24
- (671492) 2014 MW24
- (671493) 2014 ML25
- (671494) 2014 MO26
- (671495) 2014 MD28
- (671496) 2014 MW28
- (671497) 2014 MB29
- (671498) 2014 MJ30
- (671499) 2014 MJ34
- (671500) 2014 MT36
- (671501) 2014 ME39
- (671502) 2014 MM39
- (671503) 2014 MN39
- (671504) 2014 MY39
- (671505) 2014 MA41
- (671506) 2014 MO42
- (671507) 2014 ML44
- (671508) 2014 MM44
- (671509) 2014 MX44
- (671510) 2014 MK45
- (671511) 2014 MK48
- (671512) 2014 MH52
- (671513) 2014 MK52
- (671514) 2014 MP53
- (671515) 2014 MB54
- (671516) 2014 MD54
- (671517) 2014 MQ54
- (671518) 2014 MS55
- (671519) 2014 MZ57
- (671520) 2014 MD60
- (671521) 2014 MD63
- (671522) 2014 MN64
- (671523) 2014 MJ65
- (671524) 2014 MQ66
- (671525) 2014 MZ68
- (671526) 2014 MM69
- (671527) 2014 MQ69
- (671528) 2014 MP70
- (671529) 2014 MU71
- (671530) 2014 MK72
- (671531) 2014 MJ73
- (671532) 2014 MK73
- (671533) 2014 MP77
- (671534) 2014 MB78
- (671535) 2014 MQ78
- (671536) 2014 MZ78
- (671537) 2014 MD79
- (671538) 2014 MK80
- (671539) 2014 MR80
- (671540) 2014 MO82
- (671541) 2014 MD83
- (671542) 2014 MM83
- (671543) 2014 MN84
- (671544) 2014 MS84
- (671545) 2014 MN85
- (671546) 2014 MU85
- (671547) 2014 MJ86
- (671548) 2014 MD88
- (671549) 2014 MG89
- (671550) 2014 MC91
- (671551) 2014 MB99
- (671552) 2014 ML100
- (671553) 2014 NH1
- (671554) 2014 NF9
- (671555) 2014 NF11
- (671556) 2014 NE12
- (671557) 2014 NH13
- (671558) 2014 NX13
- (671559) 2014 NA18
- (671560) 2014 NK19
- (671561) 2014 NS21
- (671562) 2014 NQ23
- (671563) 2014 NE24
- (671564) 2014 NN24
- (671565) 2014 NX27
- (671566) 2014 NQ29
- (671567) 2014 NV29
- (671568) 2014 NR32
- (671569) 2014 NW33
- (671570) 2014 NO34
- (671571) 2014 NH37
- (671572) 2014 NU42
- (671573) 2014 NL43
- (671574) 2014 NX43
- (671575) 2014 NV45
- (671576) 2014 NS46
- (671577) 2014 ND47
- (671578) 2014 NL49
- (671579) 2014 NQ50
- (671580) 2014 NO51
- (671581) 2014 NY51
- (671582) 2014 NH52
- (671583) 2014 NF53
- (671584) 2014 NK57
- (671585) 2014 NN57
- (671586) 2014 NB60
- (671587) 2014 NN60
- (671588) 2014 NA62
- (671589) 2014 NJ63
- (671590) 2014 NX70
- (671591) 2014 NL73
- (671592) 2014 NR86
- (671593) 2014 NT86
- (671594) 2014 NZ89
- (671595) 2014 ND90
- (671596) 2014 OQ2
- (671597) 2014 OS2
- (671598) 2014 OO3
- (671599) 2014 OY4
- (671600) 2014 OT6
- (671601) 2014 OQ7
- (671602) 2014 OF14
- (671603) 2014 OE15
- (671604) 2014 OF15
- (671605) 2014 OX15
- (671606) 2014 OV19
- (671607) 2014 OH21
- (671608) 2014 OX28
- (671609) 2014 OP29
- (671610) 2014 OQ30
- (671611) 2014 OP38
- (671612) 2014 OC40
- (671613) 2014 OV40
- (671614) 2014 OX47
- (671615) 2014 OD49
- (671616) 2014 OM49
- (671617) 2014 OZ51
- (671618) 2014 OL56
- (671619) 2014 OG62
- (671620) 2014 OU63
- (671621) 2014 ON64
- (671622) 2014 OO65
- (671623) 2014 OP66
- (671624) 2014 OJ68
- (671625) 2014 OV69
- (671626) 2014 OK72
- (671627) 2014 OV76
- (671628) 2014 OC77
- (671629) 2014 OK79
- (671630) 2014 OS79
- (671631) 2014 OD82
- (671632) 2014 OR82
- (671633) 2014 OT83
- (671634) 2014 OH84
- (671635) 2014 OM84
- (671636) 2014 OJ85
- (671637) 2014 OR88
- (671638) 2014 OS89
- (671639) 2014 OX89
- (671640) 2014 OD94
- (671641) 2014 OJ95
- (671642) 2014 OQ95
- (671643) 2014 OE96
- (671644) 2014 OA99
- (671645) 2014 OB101
- (671646) 2014 OL101
- (671647) 2014 OR102
- (671648) 2014 OS106
- (671649) 2014 ON109
- (671650) 2014 OH110
- (671651) 2014 OO110
- (671652) 2014 OV111
- (671653) 2014 OP112
- (671654) 2014 OY119
- (671655) 2014 OL120
- (671656) 2014 OC127
- (671657) 2014 OC128
- (671658) 2014 OM131
- (671659) 2014 OY133
- (671660) 2014 OB134
- (671661) 2014 OB138
- (671662) 2014 OK138
- (671663) 2014 OY142
- (671664) 2014 OW145
- (671665) 2014 OA147
- (671666) 2014 OC147
- (671667) 2014 OP148
- (671668) 2014 OP150
- (671669) 2014 OA152
- (671670) 2014 OM153
- (671671) 2014 OQ153
- (671672) 2014 OS157
- (671673) 2014 OF161
- (671674) 2014 OG161
- (671675) 2014 OC162
- (671676) 2014 OW162
- (671677) 2014 OW175
- (671678) 2014 OQ181
- (671679) 2014 OQ185
- (671680) 2014 OT185
- (671681) 2014 OJ186
- (671682) 2014 OG189
- (671683) 2014 OZ189
- (671684) 2014 OH190
- (671685) 2014 OH192
- (671686) 2014 ON193
- (671687) 2014 OK195
- (671688) 2014 OR198
- (671689) 2014 OW202
- (671690) 2014 OV205
- (671691) 2014 OM206
- (671692) 2014 OK207
- (671693) 2014 OP207
- (671694) 2014 OB210
- (671695) 2014 OE211
- (671696) 2014 OE212
- (671697) 2014 OW218
- (671698) 2014 OQ219
- (671699) 2014 OR220
- (671700) 2014 OM227
- (671701) 2014 OM234
- (671702) 2014 OR238
- (671703) 2014 OG241
- (671704) 2014 OK241
- (671705) 2014 OE244
- (671706) 2014 OS251
- (671707) 2014 OL253
- (671708) 2014 OS254
- (671709) 2014 OT254
- (671710) 2014 OX255
- (671711) 2014 OS260
- (671712) 2014 OB261
- (671713) 2014 OM261
- (671714) 2014 OL266
- (671715) 2014 ON269
- (671716) 2014 OQ270
- (671717) 2014 OY270
- (671718) 2014 OQ274
- (671719) 2014 OR276
- (671720) 2014 OH278
- (671721) 2014 OO278
- (671722) 2014 OS280
- (671723) 2014 OL289
- (671724) 2014 OA294
- (671725) 2014 OD295
- (671726) 2014 OD297
- (671727) 2014 OH297
- (671728) 2014 OL297
- (671729) 2014 OE298
- (671730) 2014 OF298
- (671731) 2014 OY298
- (671732) 2014 OE302
- (671733) 2014 OK305
- (671734) 2014 OL306
- (671735) 2014 OF310
- (671736) 2014 OU312
- (671737) 2014 OR314
- (671738) 2014 OG315
- (671739) 2014 OJ316
- (671740) 2014 OJ317
- (671741) 2014 OW318
- (671742) 2014 OD331
- (671743) 2014 OG333
- (671744) 2014 OL333
- (671745) 2014 OB343
- (671746) 2014 OE345
- (671747) 2014 OM346
- (671748) 2014 OF352
- (671749) 2014 OV353
- (671750) 2014 OW353
- (671751) 2014 ON355
- (671752) 2014 OX357
- (671753) 2014 OB358
- (671754) 2014 OW360
- (671755) 2014 OR363
- (671756) 2014 OU364
- (671757) 2014 OQ369
- (671758) 2014 OV373
- (671759) 2014 OD375
- (671760) 2014 OO379
- (671761) 2014 OP379
- (671762) 2014 OK380
- (671763) 2014 OL380
- (671764) 2014 OR381
- (671765) 2014 OB383
- (671766) 2014 OU384
- (671767) 2014 OV388
- (671768) 2014 OC390
- (671769) 2014 OA391
- (671770) 2014 OE391
- (671771) 2014 OP391
- (671772) 2014 OA395
- (671773) 2014 OC395
- (671774) 2014 OT395
- (671775) 2014 OU398
- (671776) 2014 OX398
- (671777) 2014 OB399
- (671778) 2014 OU402
- (671779) 2014 OQ407
- (671780) 2014 OK409
- (671781) 2014 OX410
- (671782) 2014 OG411
- (671783) 2014 OW413
- (671784) 2014 OD417
- (671785) 2014 OG417
- (671786) 2014 OO417
- (671787) 2014 OW421
- (671788) 2014 OP427
- (671789) 2014 OG451
- (671790) 2014 OS459
- (671791) 2014 PD6
- (671792) 2014 PC9
- (671793) 2014 PR12
- (671794) 2014 PU17
- (671795) 2014 PD19
- (671796) 2014 PE19
- (671797) 2014 PJ19
- (671798) 2014 PX19
- (671799) 2014 PE21
- (671800) 2014 PX22
- (671801) 2014 PK25
- (671802) 2014 PN25
- (671803) 2014 PO25
- (671804) 2014 PT27
- (671805) 2014 PF28
- (671806) 2014 PU28
- (671807) 2014 PZ29
- (671808) 2014 PQ31
- (671809) 2014 PF34
- (671810) 2014 PT38
- (671811) 2014 PR39
- (671812) 2014 PY40
- (671813) 2014 PZ41
- (671814) 2014 PA42
- (671815) 2014 PO42
- (671816) 2014 PF43
- (671817) 2014 PL46
- (671818) 2014 PO46
- (671819) 2014 PS46
- (671820) 2014 PZ46
- (671821) 2014 PU50
- (671822) 2014 PJ53
- (671823) 2014 PZ53
- (671824) 2014 PC55
- (671825) 2014 PY56
- (671826) 2014 PJ58
- (671827) 2014 PQ59
- (671828) 2014 PK60
- (671829) 2014 PK61
- (671830) 2014 PY62
- (671831) 2014 PK64
- (671832) 2014 PO65
- (671833) 2014 PH67
- (671834) 2014 PS69
- (671835) 2014 PT70
- (671836) 2014 PB71
- (671837) 2014 PS78
- (671838) 2014 PN82
- (671839) 2014 PU82
- (671840) 2014 PL87
- (671841) 2014 PB91
- (671842) 2014 PZ94
- (671843) 2014 QF
- (671844) 2014 QL
- (671845) 2014 QV
- (671846) 2014 QZ
- (671847) 2014 QM1
- (671848) 2014 QE2
- (671849) 2014 QX2
- (671850) 2014 QB3
- (671851) 2014 QS6
- (671852) 2014 QO7
- (671853) 2014 QC10
- (671854) 2014 QL17
- (671855) 2014 QP17
- (671856) 2014 QH19
- (671857) 2014 QL22
- (671858) 2014 QQ29
- (671859) 2014 QJ30
- (671860) 2014 QS32
- (671861) 2014 QP34
- (671862) 2014 QW35
- (671863) 2014 QH45
- (671864) 2014 QJ45
- (671865) 2014 QS49
- (671866) 2014 QU51
- (671867) 2014 QD54
- (671868) 2014 QU54
- (671869) 2014 QM55
- (671870) 2014 QO56
- (671871) 2014 QS56
- (671872) 2014 QO57
- (671873) 2014 QU58
- (671874) 2014 QG61
- (671875) 2014 QJ65
- (671876) 2014 QL69
- (671877) 2014 QH70
- (671878) 2014 QK72
- (671879) 2014 QQ72
- (671880) 2014 QR74
- (671881) 2014 QE76
- (671882) 2014 QQ76
- (671883) 2014 QD77
- (671884) 2014 QY77
- (671885) 2014 QG82
- (671886) 2014 QJ84
- (671887) 2014 QW87
- (671888) 2014 QS92
- (671889) 2014 QZ92
- (671890) 2014 QH93
- (671891) 2014 QW93
- (671892) 2014 QO94
- (671893) 2014 QR95
- (671894) 2014 QL97
- (671895) 2014 QB98
- (671896) 2014 QO99
- (671897) 2014 QU100
- (671898) 2014 QR104
- (671899) 2014 QK105
- (671900) 2014 QN106
- (671901) 2014 QP108
- (671902) 2014 QQ109
- (671903) 2014 QX112
- (671904) 2014 QO122
- (671905) 2014 QS131
- (671906) 2014 QY135
- (671907) 2014 QZ136
- (671908) 2014 QB144
- (671909) 2014 QN144
- (671910) 2014 QM145
- (671911) 2014 QB146
- (671912) 2014 QO146
- (671913) 2014 QL148
- (671914) 2014 QU149
- (671915) 2014 QB150
- (671916) 2014 QQ150
- (671917) 2014 QO151
- (671918) 2014 QW154
- (671919) 2014 QN155
- (671920) 2014 QY155
- (671921) 2014 QZ155
- (671922) 2014 QT156
- (671923) 2014 QC160
- (671924) 2014 QG161
- (671925) 2014 QN163
- (671926) 2014 QS165
- (671927) 2014 QY169
- (671928) 2014 QZ169
- (671929) 2014 QM173
- (671930) 2014 QK179
- (671931) 2014 QZ180
- (671932) 2014 QF184
- (671933) 2014 QG184
- (671934) 2014 QK186
- (671935) 2014 QT190
- (671936) 2014 QM193
- (671937) 2014 QU193
- (671938) 2014 QW199
- (671939) 2014 QD207
- (671940) 2014 QH217
- (671941) 2014 QM220
- (671942) 2014 QG224
- (671943) 2014 QP232
- (671944) 2014 QU233
- (671945) 2014 QH235
- (671946) 2014 QE236
- (671947) 2014 QZ240
- (671948) 2014 QQ241
- (671949) 2014 QQ242
- (671950) 2014 QF249
- (671951) 2014 QV251
- (671952) 2014 QN254
- (671953) 2014 QX258
- (671954) 2014 QC263
- (671955) 2014 QG263
- (671956) 2014 QZ263
- (671957) 2014 QZ264
- (671958) 2014 QJ267
- (671959) 2014 QK267
- (671960) 2014 QW267
- (671961) 2014 QD271
- (671962) 2014 QC272
- (671963) 2014 QN279
- (671964) 2014 QT279
- (671965) 2014 QZ280
- (671966) 2014 QN281
- (671967) 2014 QO281
- (671968) 2014 QT293
- (671969) 2014 QN295
- (671970) 2014 QO296
- (671971) 2014 QY299
- (671972) 2014 QG300
- (671973) 2014 QE307
- (671974) 2014 QF307
- (671975) 2014 QO307
- (671976) 2014 QV309
- (671977) 2014 QJ311
- (671978) 2014 QF312
- (671979) 2014 QP312
- (671980) 2014 QU314
- (671981) 2014 QG321
- (671982) 2014 QR321
- (671983) 2014 QF324
- (671984) 2014 QU324
- (671985) 2014 QL327
- (671986) 2014 QW327
- (671987) 2014 QK328
- (671988) 2014 QZ328
- (671989) 2014 QE329
- (671990) 2014 QT330
- (671991) 2014 QK332
- (671992) 2014 QK333
- (671993) 2014 QU335
- (671994) 2014 QH337
- (671995) 2014 QU340
- (671996) 2014 QX340
- (671997) 2014 QB342
- (671998) 2014 QG343
- (671999) 2014 QG351
- (672000) 2014 QN353